# Гурвич, Соломон Самуилович
Соломон Самуилович Гурвич (1917—1997) — советский журналист и писатель, краевед.

## Биография
Родился 12 июня 1917 года в Ростове-на-Дону в семье первого председателя 1-го совета рабочих депутатов города Ростова, журналиста и оратора Самуила Мироновича Гурвича (1885—1938), и его жены, врача-гинеколога Татьяны Соломоновны Сансонович-Гурвич.
Свой путь в журналистике Гурвич начал еще в школьные годы, когда написал свою первую заметку в газете. С 1930 года он печатал журналистские материалы в детской донской печати, а во всесоюзном журнале для школьников «Костёр» было опубликовано его стихотворение «Сельмашстрою», посвящённое строительству «Ростсельмаша».

Памятная доска в Ростове-на-Дону

В 1934 году поступил на Горный факультет Новочеркасского индустриального института, получив диплом инженера-геолога, но работать по специальности не стал. Продолжил заниматься журналистской деятельностью и написанием книг — всего у Соломона Гурвича вышло 26 книг и краеведческих сборников, а также тысячи очерков и интервью. На его стихи композитор Д. Я. Покрасс написал в 1967 году песню о Ростове — «С тобой моё сердце».
С 1936 года и до конца жизни его путь был связан с областной газетой «Молот». С 1960 по 1987 годы он был организатором молотовских «четвергов» — встреч в редакции газеты  со знаменитыми людьми, которые посещали Ростов-на-Дону: учеными, композиторами, музыкантами, поэтами, писателями, режиссерами. Гостями редакции были Владимир Высоцкий, Леонид Утёсов, Андрей Миронов, Мариэтта Шагинян, Мартирос Сарьян, Ольга Книппер-Чехова. Всего прошло 783 встречи, последняя из которых состоялась за два месяца до смерти Соломона Самуиловича, в честь его 80-летия, куда он был приглашен в качестве гостя.
Умер в 1997 году в Ростове-на-Дону и был похоронен на городском Еврейско-татарском кладбище.
На доме, где жил и работал С. С. Гурвич, ему установлена в 2000 году мемориальная доска.